# Cumbayá Fútbol Club
Maillots
Dernière mise à jour : 10 février 2025.
Le Cumbayá Fútbol Club est un club équatorien de football basé à Quito.

## Histoire
Le Club Deportivo Los Loros, prédécesseur de l'actuel Cumbayá FC, a été créé le 31 mai 1970. En 2017, le club déménage dans la paroisse de Cumbayá dans le district métropolitain de Quito, se renomme Cumbayá Fútbol Club et s'établit au stade Francisco Reinoso.
En 2020, un groupe d'hommes d'affaires, prend les rênes de l'équipe avec une vision plus ambitieuse. L'équipe reformée termine la saison 2020 comme finaliste de la Segunda Categoría de Ecuador 2020 et est promu en Serie B équatorienne 2021.
Le 23 septembre 2021, après avoir battu Independiente Juniors 2 à 1, Cumbayá est promu en Serie A en terminant champion de deuxième division.
Le club fait ses débuts en Serie A en 2022 pour la première fois de son histoire, il évolue depuis au stade olympique Atahualpa. Il termine sa première saison dans l'élite à la dernière place non relégable du classement cumulé 2022.

## Palmarès
- Championnat d'Équateur de deuxième division
  - Champion : 2021